# Poggio Mirteto
Poggio Mirteto és un comune (municipi) de la província de Rieti, a la regió italiana del Laci, situat a uns 45 km al nord-est de Roma i a uns 20 km al sud-oest de Rieti. A 1 de gener de 2019 la seva població era de 6.410 habitants.

## Història
Poggio Mirteto es va fundar a principis del segle xiii en una zona al voltant d'alguns petits castells. Anteriorment en aquesta zona hi havia hagut antigues vil·les romanes. Més tard la ciutat passà a formar part dels Estats Papals.
El 6 i 7 de juliol de 1849 Giuseppe Garibaldi, durant la seva retirada de Roma amb prop de 4.000 soldats i la seva dona Anita, es van detenir a Poggio Mirteto: a la plaça principal de Poggio Mirteto hi ha una placa commemorativa a l'edifici on Anita, que estava embarassada, va romandre durant aquests dies.
Al final de l'any 1860, de manera similar a altres territoris dels Estats Papals, Poggio Mirteto es va unir al Regne de Sardenya durant els ràpids esdeveniments que van conduir a la constitució del Regne d'Itàlia, que va ocórrer l'any següent. El llavors comissari especial per a la Província d'Umbria del Regne de Sardenya, Gioacchino Napoleone Pepoli, va crear per decret la Província d'Umbria on el 15 de desembre de 1860, fusionant els districtes anteriors de Perugia, Spoleto, Orvieto, Foligno, Terni i Rieti; Per tant, Poggio Mirteto, que es trobava al districte de Rieti va quedar inclòs en aquesta nova província.
Des del 27 de gener de 1927, Poggio Mirteto forma part de la província de Rieti que es va constituir el mateix any per Decret.
Durant la Segona Guerra Mundial, Poggio Mirteto va ser escenari d'alguns episodis de la lluita contra l'ocupació alemanya per part del partisans.